# Xavier Prats Monné
Xavier Prats-Monné és expert en afers europeus i, com a alt càrrec de la Comissió Europea, ha estat al capdavant de la Direcció General de Salut pública i Seguretat alimentària i de la d’Educació i Cultura. Es va graduar en Antropologia social per la Universitat Complutense de Madrid i més tard es va especialitzar en polítiques per al desenvolupament econòmic al Centre International des Hautes Études Agronomiques Méditerranéennes de Montpeller i en estudis europeus al College of Europe de Bruges. Actualment, està vinculat a diferents institucions i fundacions europees com a assessor en matèria educativa i de salut, com ara la Fundació Rei Balduí, l'Institut Jacques Delors de París, l'Hospital de Sant Pau de Barcelona o la xarxa internacional Teach For All, entre d'altres. El 2016 va rebre l'Orde Civil d’Alfons X el Savi pels seus mèrits en l’àmbit de l’educació i la cultura i el 2019 va ser investit doctor honoris causa per la URV en reconeixement de la seva contribució en la construcció de la comunitat i la ciutadania europees.